# Kazım Özalp
Kâzım Fikri Özalp (1880 – 6 de juny de 1968) fou un militar, funcionari i polític turc, i una de les figures cabdals en la Guerra d'independència turca.

## Biografia
Nascut a Köprülü (ara Veles, Macedònia del Nord), al vilayet de Kosovo de l'Imperi Otomà en una família d'albanesos, Kâzım Fikri es va graduar a l'escola militar otomana el 1902 i va completar la seva formació a l'Acadèmia Militar el 1905. Kâzım Özalp es va veure involucrat en l'Incident del 31 de març el 1909. Va ser comandant militar durant les Guerres Balcàniques. El 1917, va ser ascendit al rang de coronel. Va ser un dels comandants militars que van organitzar els grups de resistència en contra de l'ocupació de Esmirna. Durant la Guerra d'independència turca, va lluitar en diversos fronts. En 1921, Kazim Özalp va ser ascendit al rang de general, pel seu èxit en la batalla de Sakarya.
Ja com membre de la primera legislatura del Parlament de la República de recent creació i diputat per la província de Balıkesir, Kazim Fikri va servir com a ministre de Defensa en diversos governs 1921-1925, i més tard, de 1935 a 1939, va ser elegit president de la Gran Assemblea Nacional de Turquia de 1924 a 1935. En 1950, va ser triat per al parlament com a diputat per la província de Van. Es va retirar de la política activa el 1954. Es rumoreja que podria haver estat un bektaixita, possiblement a causa de la seva oposició a la decisió de tancar els centres bektaixites (Khanqah).
Kâzım Özalp va escriure les seves memòries en el seu llibre Milli Mücadele ("Lluita Nacional"). Va morir el 6 de juny de 1968 a Ankara. Les seves restes van ser traslladades al Cementiri estatal turc.